# Ganterita
La ganterita és un mineral de la classe dels silicats, que pertany al grup de la mica. Rep el nom de la vall de Ganter, a Suïssa, on es troba la seva localitat tipus.

## Característiques
La ganterita és un silicat de fórmula química (Ba,Na,K)(Al,Mg)₂(AlSi₃O10)(OH)₂. Va ser aprovada com a espècie vàlida per l'Associació Mineralògica Internacional l'any 2000, sent publicada per primera vegada el 2003. Cristal·litza en el sistema monoclínic. La seva duresa a l'escala de Mohs es troba entre 4 i 4,5.
Segons la classificació de Nickel-Strunz pertany a «09.EC - Fil·losilicats amb plans de mica, compostos per xarxes tetraèdriques i octaèdriques» juntament amb els següents minerals: minnesotaïta, talc, wil·lemseïta, ferripirofil·lita, pirofil·lita, boromoscovita, celadonita, txernikhita, montdorita, moscovita, nanpingita, paragonita, roscoelita, tobelita, aluminoceladonita, cromofil·lita, ferroaluminoceladonita, ferroceladonita, cromoceladonita, tainiolita, annita, ephesita, hendricksita, masutomilita, norrishita, flogopita, polilitionita, preiswerkita, siderofil·lita, tetraferriflogopita, fluorotetraferriflogopita, wonesita, eastonita, tetraferriannita, trilitionita, fluorannita, xirokxinita, shirozulita, sokolovaïta, aspidolita, fluoroflogopita, suhailita, yangzhumingita, orlovita, oxiflogopita, brammal·lita, margarita, anandita, bityita, clintonita, kinoshitalita, ferrokinoshitalita, oxikinoshitalita, fluorokinoshitalita, beidel·lita, kurumsakita, montmoril·lonita, nontronita, volkonskoïta, yakhontovita, hectorita, saponita, sauconita, spadaïta, stevensita, swinefordita, zincsilita, ferrosaponita, vermiculita, baileyclor, chamosita, clinoclor, cookeïta, franklinfurnaceïta, gonyerita, nimita, ortochamosita, pennantita, sudoïta, donbassita, glagolevita, borocookeïta, aliettita, corrensita, dozyïta, hidrobiotita, karpinskita, kulkeïta, lunijianlaïta, rectorita, saliotita, tosudita, brinrobertsita, macaulayita, burckhardtita, ferrisurita, surita, niksergievita i kegelita.

## Formació i jaciments
Va ser descoberta a Isenwegg, a la vall de Ganter, al municipi de Brig (Valais, Suïssa). També ha estat descrita a Barberton (Mpumalanga, Sud-àfrica), i al dipòsit de dumortierita de Lincoln Hill, a l'estat de Nevada (Estats Units). Aquests tres indrets són els únics de tot el planeta on ha estat descrita aquesta espècie mineral.